# Sphagnum roseum
Sphagnum roseum är en bladmossart som beskrevs av Warnstorf 1904. Sphagnum roseum ingår i släktet vitmossor, och familjen Sphagnaceae. Inga underarter finns listade i Catalogue of Life.